# Taça Intercontinental de Hóquei em Patins de 2017
A Taça Intercontinental de Hóquei em Patins de 2017 foi a 15ª edição da Taça Intercontinental de Hóquei em Patins. Esta edição foi disputada num formato de Final Four pelos campeões europeus de 2016 e 2017, Benfica e Reus respetivamente, e pelos campeões sul-americanos de 2016 e campeões pan-americanos de 2017 (edição não oficial), Andes Talleres e Concepción Patín Club respetivamente, com o Benfica a enfrentar o Andes Talleres e o Reus a enfrentar o Concepción Patín Club. O Benfica venceu o Reus por 5-3 na final.

## Jogos[3]

### Meia final
|  | SL Benfica | 7-4 | Andes Talleres |  |
|  |            |     |                |  |

|  | Reus Deportivo | 7-5 | Concepción Patín Club |  |
|  |                |     |                       |  |

### Final
|  | SL Benfica | 5-3 | Reus Deportivo |  |
|  |            |     |                |  |

| Vencedores Taça Intercontinental 2017 |
| Portugal                              |
| SL BENFICA 2º Título                  |